# القداس (الألبوم)
ذا ماس ( بالإنجليزية : The Mass ، ترجمة عربية : القداس ) هو ألبوم تم إصداره في عام 2003 من قبل فرفة إيرا غناء إيريك ليفي . إنه الألبوم الثالث لفرقة إيرا . و حقق الألبوم نجاحاً في عدة دول أوروبية. الأغنية التي تحمل عنوان الألبوم، "ذا ماس ، القداس "،و هي مقتبسة من قصيدة أو فرتونا ( باللاتينية : O Fortuna ، بالعربية : الثروة أو الحظ ) ، و هي مقطوعة كلاسيكية من تأليف كارل أورف .
تم تصوير مقاطع الفيديو لأغنيتي "القداس" و"البحث عن شيء ما " في موقع في قلعة كومارك في فرنسا؛ وضم الممثلين بيير بواسيريه وإيرين بوستامانتي.

## قوائم المسارات
| #   | عنوان                                                            | المدة |
| --- | ---------------------------------------------------------------- | ----- |
| 1.  | "القداس ، The Mass" (Guy Protheroe, vocals)                      | 3:39  |
| 2.  | "بحث عن شيء ما ، Looking for Something" (Lena Jinnegren, vocals) | 4:09  |
| 3.  | "لا تذهب بعيدًا ، Don't Go Away" (Lena Jinnegren, vocals)         | 4:23  |
| 4.  | "لا تنسي ، Don't You Forget" (Lena Jinnegren, vocals)            | 3:40  |
| 5.  | "لو صرخت ، If You Shout" (Lena Jinnegren, vocals)                | 3:49  |
| 6.  | "Avemano Orchestral" (Harriet Jay, vocals)                       | 4:20  |
| 7.  | "للتحليق ، Enae Volare" (Guy Protheroe, vocals)                  | 3:34  |
| 8.  | "يوم سومبير Sombre Day"                                          | 3:42  |
| 9.  | "فوكسيفيرا ، Voxifera"                                           | 4:20  |
| 10. | "الابطال ، The Champions"                                        | 3:28  |